# Rumania en los Juegos Olímpicos de Vancouver 2010
Rumanía estuvo representada en los Juegos Olímpicos de Vancouver 2010 por un total de 28 deportistas que compitieron en 9 deportes.  
La portadora de la bandera en la ceremonia de apertura fue la biatleta Eva Tofalvi. El equipo olímpico rumano no obtuvo ninguna medalla en estos Juegos.